# Дом-музей Мунка в Осгорстранне
Дом-музе́й Му́нка — двухкомнатная хижина на обочине дороги в Осгорстранне, Хортен, построенный в конце XVIII века.

## История
В 1898 году Мунк купил дом, построенный в конце XVIII века в маленьком прибрежном городке Осгорстранн в Хортене, который находится в часе и двадцати минутах езды от Осло. Сейчас этот дом представляет собой небольшой музей, открытый для посетителей. В доме всё осталось нетронутым со времен художника.
Там были написаны многие из знаменитых работ Мунка, в том числе «Мост», «Четыре девочки в Осгорстранне» и «Танец жизни».
В настоящее время эти работы выставляются в ведущих международных художественных галереях.
Дом Мунка открыт с мая по сентябрь. Время варьируется в зависимости от сезона. В стоимость билета входит вход и экскурсия по дому.